# Новиков, Вячеслав Александрович
Вячесла́в Алекса́ндрович Но́виков (9 октября 1948, село Круглое, Воронежская область — 28 февраля 2014, Москва) — российский государственный деятель, член Совета Федерации Федерального Собрания РФ от законодательной власти Красноярского края (2002—2014).

## Образование
- 1967 год — окончил Воронежский авиационный техникум.
- 1972 год — окончил математико-механический[уточнить] факультет Воронежского государственного университета.
- 1975 год — окончил аспирантуру Новосибирского государственного университета.
- Кандидат физико-математических наук. Диссертация на тему «О сходимости метода слабой аппроксимации для некоторых систем линейных и квазилинейных уравнений»[1].
- доцент

## Биография
Работал контролёром и техником-конструктором на заводе «Электроприбор» (г. Воронеж)
1975—1976 — старший инженер, младший научный сотрудник Вычислительного центра (ВЦ) Сибирского отделения (СО) АН СССР (г. Новосибирск).
С 1976 года — младший, затем — старший научный сотрудник Института теоретической и прикладной механики СО АН СССР.
С 1976 по 1985 год — доцент Новосибирского государственного университета (по совместительству).

В. Новиков (во втором ряду, 7-й справа) среди коллег — участников научной конференции

1985—1990 — заведующий лабораторией, заведующий отделением ВЦ СО АН СССР (г. Красноярск).
1985—1991 — доцент Красноярского государственного университета.
С 1990 года — депутат, заместитель председателя Красноярского краевого Совета народных депутатов.
Один из авторов идеи и активный участник создания в 1990 году межрегиональной ассоциации «Сибирское соглашение».
1991—1994 — председатель Красноярского краевого Совета народных депутатов.
1994—2002 — генеральный директор фонда «Центр стратегического проектирования» (г. Красноярск).
1996—1997 — профессор Красноярского государственного технического университета.
1996—1998 — директор Среднесибирского центра приватизации общественно-государственного фонда «Российский центр приватизации».
1996—2002 — ведущий программы «События, анализ, прогнозы» на телеканале «Афонтово».
С 2000 года — депутат Законодательного собрания Красноярского края.
В 1997 году стал председателем краевого правления профсоюзного общественно-политического движения «Союз труда».
В декабре 1998 года был избран председателем совета краевого отделения всероссийской общественно-политической организации «Отечество».
С января 2002 года — член Совета Федерации Федерального Собрания Российской Федерации — Представитель в Совете Федерации Федерального Собрания Российской Федерации от законодательного (представительного) органа государственной власти Красноярского края (срок окончания полномочий — апрель 2012 года).
Заместитель председателя Комитета по бюджету, член Комиссии по взаимодействию со Счётной палатой Российской Федерации, член Комиссии по естественным монополиям.
В 2004 году вошёл в состав Инициативной группы по проведению референдума по вопросу объединения Красноярского края, Таймырского и Эвенкийского Автономных округов.
Секретарь политсовета Красноярского краевого отделения партии «Единая Россия».
Автор около 80 опубликованных научных работ.
Умер 28 февраля 2014 года от сердечного приступа. Похоронен 4 марта на Аллее Славы Бадалыкского кладбища в Красноярске.

## Награды
- Медаль ордена «За заслуги перед Отечеством» II степени (14 января 2014 года) — за большой вклад в совершенствование российского законодательства, обеспечение законодательной деятельности[4]
- Почётная грамота Президента Российской Федерации (12 июня 2013 года) — за большой вклад в развитие российского парламентаризма и активную законотворческую деятельность[5]

## Семья
Был женат, двое сыновей.